# Колдовство 8: Призрак Салема
Колдовство 8: Призрак Салема (англ. Witchcraft VIII: Salem's Ghost), также известен под названием Призрак Сатаны (англ. Satan's Ghost) — американский фильм ужасов режиссёра Джозефа Джона Барметтлера, премьера которого состаялась 12 июня 1996 года, сразу на VHS. Этот фильм значительно отличается от первых семи фильмов. Vista Street решили создать серию про призрака Салема, но продолжить серию так и не удалось. Как следствие, «Призрак Салема» является совершенно неуместным, если смотреть с другими фильмами из серии.

## Сюжет
Во флешбеке в начеле фильма зрителю показано: 1692 год, казнь чернокнижника в Салеме, штат Массачусетс.
Наше время, супруги Сонни и Мэри Энн Данауэй, переезжают в Массачусетс после медового месяца, едва не расставшись. Их приветствуют соседи Митч и Гейл, вследствие они начинают хорошо общятся. Однажды Митч пытается помочь остановить утечку в подвале и обнаруживает могилу чернокнижника. Дух чернокнижника вселяется в Митча. Теперь злой Митч пытается обратить больше людей на свою сторону, но его останавливает священник.

## Критика
Фильм был негативно встречен критиками.
AV Film club нашел фильм забавным, но у него были проблемы со спецэффектами.
Реакция на фильм была очень негативной (одно из возможных объяснений отмены серии «Призрак Салема»). Режиссёр/сценарист Джозеф Джон Барметтлер процитировал фильм, сказав: «Это кино, которое действительно не нужно было снимать.»

## Связь с другими фильмами из серии
Какая-либо связь с другими фильмами из серии в сюжете отсутствует, связывает лишь слово Колдовство в названии.

## В ролях
- Ли Гробер — Сонни Данауей
- Ким Копф — Мэри Энн Данауей
- Том Овермиайр — МакАртур
- Девид Вейлс — Митч Бейкер
- Энтони Стюарт — Гейл Бейкер
- Джек ван Ландингем — Саймон Ренфро/Чернокнижник
- Миа-Лис Холмс — Кэти
- Уильям Найт — Дин Симпсон
- Джон И. Холлидей — Фред Виктор
- Дэвид Жан Томас — Скалли

## Производство
Идея снять фильм под названием «Призрак Салема» была ещё в 1994 году, но она была отложена на потом. В итоге фильм сняли спустя аж 4 года после съёмок 7-й части.
Фильм снят за десять дней, на бюджет около $48,000.
Актриса и певица Тани Макклюр была в изначальном списке актёров в роли Гейл Бейкер, но разорвала контракт за день до съемок, ради более высокооплачиваемой роботы. Продюсеры переделали роль Энтони Стюарт, чей голос они так ненавидели, что пришлось дублировать его на пост-продакшне.

### Съёмочная группа
- Ден Спикер — Постановщик трюков
- Рейд А. Вудбери мл. — редактор диалогов/фоли уокер/звукорежиссер

### Технические данные
- Формат — NTSC

## Саундтрек
Песня чернокнижника
- Произведено и Аранжировано Стивом Джейкобсоном
- Слова и музыка Стива Джекобсона
- Фортепиано, гитара, клавишные и бас от Стива Джейкобсона
- Ведущие и второстепенные вокалы Скотта Джонса
- Барабаны Криса Гросса

## Релиз

### Релиз на VHS
Премьера фильма на VHS состаялась 12 июня 1996 года, выпуском VHS занималась компания A-Pix Entertainment. Так-же на VHS фильм выпускали компании Allumination Filmwor 16 апреля 1996 года и UNAPIX CONSUMER PRODUCTS 30 апреля 1997 года.

### Релиз на DVD
Переиздание на DVD прошло 25 апреля 2015 года.